# Pieter Cornelisz. van Slingelandt

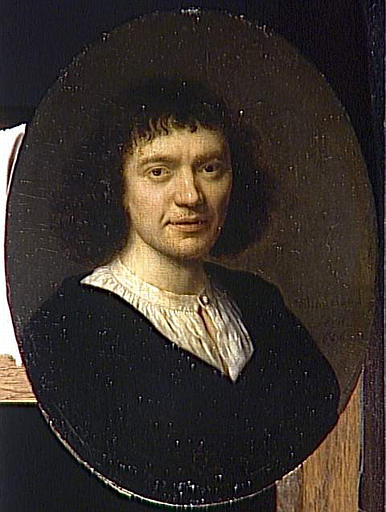
Zelfportret, 1656 (?), Louvre, Parijs

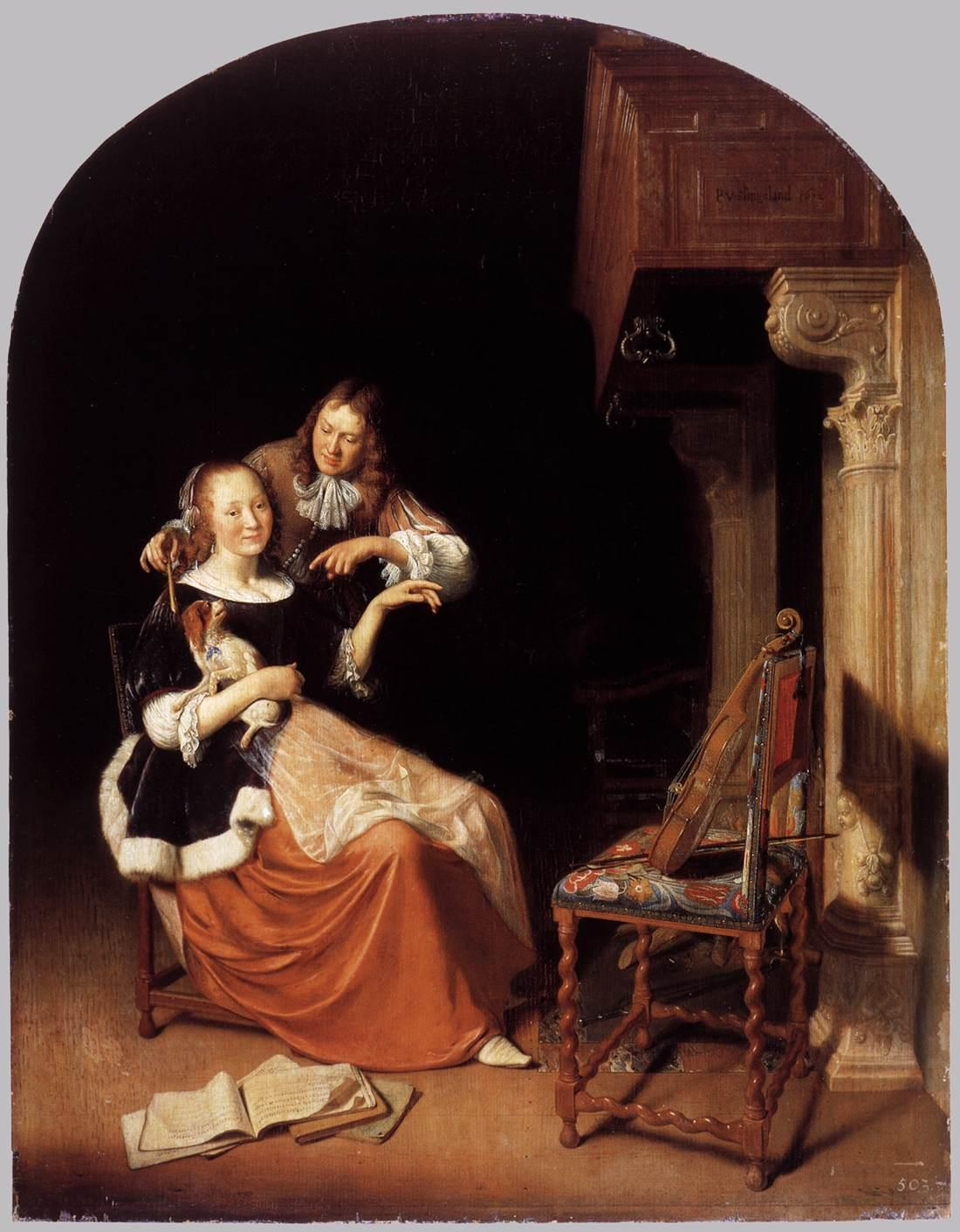
Dame met een schoothondje, 1672, Gemäldegalerie Alte Meister, Dresden

Pieter Cornelisz. van Slingelandt  (Leiden, 1640 - aldaar, 1691) was een Nederlands kunstschilder en tekenaar uit de periode van de Gouden Eeuw. Hij vervaardigde portretten, genrestukken en stillevens, vaak op klein formaat.

## Leven
Van Slingelandt werd in oktober 1640 geboren en op 4 november 1640 gedoopt in de Leidse Hooglandse Kerk. Hij was een leerling van Gerrit Dou. Op 22 november 1661 werd hij ingeschreven als lid van het plaatselijke Sint-Lucasgilde, van welk genootschap hij kort voor zijn dood in 1691 deken werd.

## Werk
De schilder was niet alleen een leerling van Gerrit Dou maar ook een navolger van diens stijl, zelfs zodanig dat hun werk grote gelijkenissen vertoont, zoals bijvoorbeeld door het afbeelden van figuren onder een nisvormige stenen boog en het toepassen van de clair-obscurtechniek. 
Evenals Dou was hij een perfectionist die vaak lange tijd deed over de voltooiing van een schilderij of zelfs van een onderdeel daarvan, vanwege de ver doorgevoerde detaillering van de weergegeven voorwerpen en stoffen. Schilder en biograaf Arnold Houbraken spreekt in zijn werk De groote Schouburgh der Nederlantsche konstschilders en schilderessen grote bewondering uit voor de techniek en het geduld van de schilder. Hij zegt: "Ja my is voor waarheid verhaald dat hy een maand of zes weken heeft zitten schilderen over een Bef met kant", maar meldt ook het gevolg daarvan: "Hy won door zyne veel tydslytende wyze van schilderen meer roem als geld aan."
Van Slingelandt was een vooraanstaand vertegenwoordiger van de Leidse fijnschilders, in het gezelschap van andere vermaarde representanten als Frans van Mieris de Oudere, Willem van Mieris en Gabriël Metsu.
De schilder overleed in Leiden op 7 november 1691.
Werk van Van Slingelandt bevindt zich in onder andere de Gemäldegalerie Alte Meister in Dresden, de Gemäldegalerie in Berlijn, het Rijksmuseum Amsterdam, Museum Boijmans Van Beuningen in Rotterdam, Museum De Lakenhal in Leiden en het Louvre in Parijs.